# 多冰原島峰
72°22′S 160°47′E / 72.367°S 160.783°E
多冰原島峰（英語：Doe Nunatak），是南極洲的冰原島峰，位於維多利亞地的彭內爾海岸，處於德舍爾冰原島峰西北面6公里和魏豪普特山西北面28公里，屬於奧特巴克冰原島峰的一部分，美國地質調查局根據測量和該國海軍的空中照片繪入地圖，現時由南極條約體系管理。